# Saint-Sever-de-Rustan
 Saint-Sever-de-Rustan  (en occitano Sent Sever) es una población y comuna francesa, situada en la región de Mediodía-Pirineos, departamento de Altos Pirineos, en el distrito de Tarbes y cantón de Rabastens-de-Bigorre.

## Demografía
| 510 | 455 | 441 | 519 | 529 | 569 | 517 | 523 | 517 | 510 | 450 | lac. | 516 | 530 | 530 | 412 | 408 | 303 | 304 | 288 | 243 | 220 | 217 | 205 | 209 | 195 | 194 | 159 | 142 | 119 | 140 | 137 | 150 | 155 |
| Para los censos de 1962 a 1999 la población legal corresponde a la población sin duplicidades (Fuente: INSEE [Consultar]) |     |     |     |     |     |     |     |     |     |     |      |     |     |     |     |     |     |     |     |     |     |     |     |     |     |     |     |     |     |     |     |     |     |